# 钱斌 (1957年)
钱斌（1957年9月—），安徽庐江人，1975年1月参加工作，1986年8月加入中国共产党，中华人民共和国地方政治人物。
1982年6月，毕业于合肥供销商校财务会计专业。历任安徽省供销社财会处办事员、副主任科员、主任科员，安徽省供销社财会处副处长、财会审计部副部长、财会审计部部长，安徽省供销社主任助理、财审部部长、省天诚商贸有限公司董事长、总经理。2001年1月，任安徽省供销社（安徽省供销商业总公司）副主任（副总经理)、党组成员。2010年10月，任安徽省供销社（安徽省供销商业总公司）监事会主任（副总经理)、党组副书记。2014年8月，任安徽省供销社（安徽省供销商业总公司）理事会主任（总经理）、党组书记。2018年7月，受聘任为安徽省人民政府参事。
2019年4月，因涉嫌严重违纪违法接受纪律审查和监察调查。